# Европско првенство у атлетици у дворани 1977 — 60 метара за жене
Такмичење у трчању на 60 метара у женској конкуренцији  на 8. Европском првенству у дворани 1977. одржано је 13. марта у Сан Себастијану  ⟨Шпанија⟩.
Титулу европске првакиње освојену на Европском првенству у дворани 1976. у Минхену  није одбранила Линда Хаглунд из Шведске, јер је у квалификацијама дисквалификована због погрешног старта.

## Земље учеснице
Учествовало је 12 атлетичарки  из 9 земаља.
1. Белгија (1)
2. Бугарска (1)
3. Западна Немачка (1)
4. Источна Немачка (1)
5. Италија (1)
6. Пољска (1)
7. Совјетски Савез (2)
8. Француска (2)
9. Уједињено Краљевство (1)
10. Шведска (1)

## Рекорди
| Рекорди пре почетка Европског првенства у дворани 1977.     | Рекорди пре почетка Европског првенства у дворани 1977. | Рекорди пре почетка Европског првенства у дворани 1977. | Рекорди пре почетка Европског првенства у дворани 1977. | Рекорди пре почетка Европског првенства у дворани 1977. | Рекорди пре почетка Европског првенства у дворани 1977. |
| ----------------------------------------------------------- | ------------------------------------------------------- | ------------------------------------------------------- | ------------------------------------------------------- | ------------------------------------------------------- | ------------------------------------------------------- |
| Светски рекорд                                              | Ренате Штехер                                           | Источна Немачка                                         | 7,16                                                    | Гетеборг, Шведска                                       | 10. март 1974.                                          |
| Европски рекорд                                             | Ренате Штехер                                           | Источна Немачка                                         | 7,16                                                    | Гетеборг, Шведска                                       | 10. март 1974.                                          |
| Рекорди европских првенстава                                | Ренате Штехер                                           | Источна Немачка                                         | 7,16                                                    | Гетеборг, Шведска                                       | 10. март 1974.                                          |
| Најбољи светски резултат сезоне у дворани                   | Анегрет Рихтер                                          | Западна Немачка                                         | 7,24                                                    | Дортмунд Западна Немачка                                | 19. фебруар 1977.                                       |
| Најбољи европски резултат сезоне у дворани                  | Анегрет Рихтер                                          | Западна Немачка                                         | 7,24                                                    | Дортмунд Западна Немачка                                | 19. фебруар 1977.                                       |
| Рекорди после завршеног Европског првенства у дворани 1977. |                                                         |                                                         |                                                         |                                                         |                                                         |
| [ 2 ]                                                       |                                                         |                                                         |                                                         |                                                         |                                                         |
| Најбољи светски резултат сезоне у дворани                   | Марлис Гер                                              | Источна Немачка                                         | 7,17                                                    | Сан Себастијан Шпанија                                  | 13. март 1977.                                          |
| Најбољи европски резултат сезоне у дворани                  | Марлис Гер                                              | Источна Немачка                                         | 7,17                                                    | Сан Себастијан Шпанија                                  | 13. март 1977.                                          |

## Освајачи медаља
|                            |                                    |                       |
| Марлис Гер Источна Немачка | Људмила Сроришкова Совјетски Савез | Рита Ботиљери Италија |

## Резултати

### Квалификације
У квалификацијама такмичарке су биле подељене у две групе по шест. У финале су ишле по две првопласиране из обе групе КВ и две на основу постигнзЗа кв. Квалификације и финале одрршано је истог дана.
| Место | Група | Атлетичарка        | Земља                | ЛР       | ЛРС | Резултат | Белешка |
| ----- | ----- | ------------------ | -------------------- | -------- | --- | -------- | ------- |
| 1.    | 2     | Марлис Гер         | Источна Немачка      |          |     | '7,26    | КВ, ЛРд |
| 2.    | 1     | Рита Ботиљери      | Италија              |          |     | 7,35     | КВ, ЛРд |
| 3.    | 2     | Људмила Сторожкова | Совјетски Савез      |          |     | 7,36     | КВ      |
| 4.    | 1     | Шарон Colyear      | Уједињено Краљевство |          |     | 7.38     | КВ      |
| 4.    | 2     | Шантал Рега        | Француска            |          |     | 7,38     | кв      |
| 6.    | 1     | Ани Ализе          | Француска            |          |     | 7,40     | кв      |
| 7.    | 2     | Ирена Шевињска     | Пољска               | 7,20 НРд |     | 7.42     |         |
| 8.    | 1     | Вера Анисимова     | Совјетски Савез      |          |     | 7,43     |         |
| 9     | 1     | Леа Алертс         | Белгија              |          |     | 7.45     |         |
| 9.    | 2     | Иванка Валкова     | Бугарскаа            |          |     | 7,45     |         |
| 11.   | 2     | Гизела Грасле      | Западна Немачка      |          |     | 7.48     |         |
| 12    | 1     | Линда Хаглунд      | Шведска              | 7,20 НРд |     |          | ДИСК    |

### Финалее
| ! Место | Стаза | Атлетичарка        | Земља                | Резултат | Белешка |
| ------- | ----- | ------------------ | -------------------- | -------- | ------- |
|         | 2     | Марлис Гер         | Источна Немачка\|    | 7,17     | ЛРд     |
|         | 1     | Људмила Сторожкова | Совјетски Савез      | 7.24     |         |
|         | 6     | Рита Ботиљери      | Италија              | 7,34     |         |
| 4       | 5     | Шантал Рега        | Француска            | 7,35     |         |
| 5       | 3     | Ани Ализе          | Француска            | 7,39     |         |
| 6       | 4     | Шарон Colyear      | Уједињено Краљевство | 7.39     |         |

## Укупни биланс медаља у трци на 60 метара за жене после 8. Европског првенства у дворани 1970—1977.
|    | Земља                |   |   |   |    |
| -- | -------------------- | - | - | - | -- |
| 1. | Источна Немачка      | 5 | 2 | 0 | 7  |
| 2. | Уједињено Краљевство | 1 | 2 | 0 | 3  |
| 3. | Западна Немачка      | 1 | 1 | 2 | 4  |
| 4. | Шведска              | 1 | 0 | 0 | 1  |
| 5. | Француска            | 0 | 2 | 2 | 4  |
| 5. | Совјетски Савез      | 0 | 1 | 0 | '1 |
| 7. | Пољска               | 0 | 0 | 2 | 2  |
| 8. | Холандија            | 0 | 0 | 1 | 1  |
| 8. | Италија              | 0 | 0 | 1 | 1  |
|    | Укупно {9}           | 8 | 8 | 8 | 24 |

|    | Атлетичар        | Земља                |    |    |    |    |
| -- | ---------------- | -------------------- | -- | -- | -- | -- |
| 1. | Ренате Мајснер*  | Источна Немачка      | 4* | 0  | 0  | 4  |
| 2. | Анергет Рихтер*  | Западна Немачка      | 1  | 1* | 1  | 3  |
| 3. | Андреа Линч      | Уједињено Краљевство | 1  | 1  | 0  | 2  |
| 4. | Силвијан Телије* | Француска            | 0  | 2  | 2* | 4* |
| 5. | Ирена Шевињска   | Пољска               | 0  | 0  | 2  | 2  |